# Bryce Jones
Bryce Tyler Jones Jr. (né le 12 octobre 1994) est un joueur professionnel américain de basket-ball. Il évolue au poste de meneur.

## Carrière de joueur
Le 3 août 2019, Jones signe un contrat d'un an avec le Borac Čačak. Le 24 juillet 2020, il signe une prolongation de contrat d'un an avec Borac.
Le 15 juin 2021, Jones signe un contrat avec le FMP,.
Il est le meilleur marqueur et passeur de la saison 2021-2022 en Ligue adriatique avec 16,0 points et 6,7 passes décisives pour 19,7 d’évaluation moyenne.
Jones quitte le FMP en mai 2022.
Le 27 juin 2022, Jones signe un contrat avec Limoges CSP en première division française.